# Міністерство оборони Естонії
Міністе́рство оборо́ни Есто́нії, Міноборони Естонії (ест. Kaitseministeerium) — центральний орган виконавчої влади і військового управління в Естонії, у сфері управління якого перебувають Сили оборони Естонії, які включають Збройні сили Естонії та Кайтселійт, а також інші органи і департаменти.[⇨]
Міноборони країни є головним (провідним) органом у системі центральних органів виконавчої влади щодо забезпечення реалізації державної політики у сфері оборони. Місія міністерства полягає в захисті державного суверенітету та гарантіях захисту держави від зовнішніх загроз.
Міністерство було відтворено в 1992 році, після відновлення незалежності Естонії. В 1994 році Естонія приєдналася до програми НАТО «Партнерство заради миру», яка стала першим кроком до вступу в організацію, того року Росія остаточно вивела всі свої війська з території Естонії, а вже 29 березня 2004 року Естонія була прийнята до НАТО.
Збройні сили Естонії комплектуються відповідно до Закону про загальний військовий обов'язок. Юнаки від 18 до 28 років, які не мають звільнення, а також які є громадянами Естонії, зобов'язані проходити 8 або 11-місячну (окремі фахівці) службу.[⇨]
З 18 липня 2022 року відомство очолює Ханно Певкур.[⇨]

## Історія

### Революція
Під час Лютневої революції, до 15 березня 1917 року, органи державної влади Російської імперії, що розташовувалися у Ревелі (Таллінні), припинили своє існування, а вже з квітня 1917 року, в російській армії стали формуватися естонські національні військові частини під командуванням майбутнього естонського генерала Йохана Лайдонера. До кінця року в руках естонців перебувало 4 піхотні полки, резервний батальйон, інженерна рота й артилерійська бригада. Паралельно свою агітацію в містах та розквартированих в Естонії частинах російської армії вели більшовики. У жовтні-листопаді 1917 року в Естонії йшла боротьба між більшовиками, що утворили Військово-революційний комітет Естляндської губернії та Земською тимчасовою радою.
18-20 лютого 1918 року війська 8-ї німецької армії та Північного армійського корпусу почали наступ у бік Ревеля. Наступ призвів до великого замішання і хаосу в більшовицьких відомствах і військових частинах, що згодом призвело до краху більшовицької влади на території Естонії. Поряд з цим, естонські національно налаштовані сили скористались вторгненням Німеччини, аби домогтися створення незалежної Естонської держави, а їх національні підрозділи, що входили до складу російської армії, відмовилися захищати радянський режим і, всупереч спробам роззброєння з боку більшовиків, перейшли на бік Німеччини.

### Військове міністерство 1918—1940
24 лютого 1918 року Комітет порятунку Естонії сформував Тимчасовий уряд й саморозпустився. До уряду ввійшов перший військовий міністр Андрес Ларка. Однак, на наступний день після цього 25 лютого 1918 року Естонія опинилася під німецькою окупацією. Тимчасовий уряд Естонії відновив свою діяльність після листопадової революції в Німеччині 11 листопада 1918 року. 19 листопада німецька адміністрація передала владу в країні тимчасовому уряду. 23 квітня 1919 року відбулося засідання естонських установчих зборів, у ході якого прийнято рішення про розпуск тимчасового уряду, проведення виборів і створення першого уряду Республіки Естонія. 8 травня 1919 року новообраним парламентом сформований новий уряд. 26 березня 1920 року Отто Штрандман призначений новим військовим міністром, до цього його функції виконував Костянтин Пятс. У той же день штаб головнокомандувача армією припинив своє існування як незалежний інститут і повноваження головнокомандувача були передані військовому міністру. У 1929 році військове міністерство було перейменоване в Міністерство оборони. А в 1934 році після державного перевороту, вчиненого Костянтином Пятсом, функції інституту головнокомандувача були відновлені, після чого роль міністерства оборони була помітно знижена. У 1937 році Міністерство оборони знову перейменували у військове міністерство. У 1938 році воно складалося з адміністрації військового забезпечення, управління військової охорони здоров'я, вищого військового суду і військової магістратури. Військове міністерство було ліквідоване 1940 року після окупації Естонії Радянським Союзом, а його функції перейшли до наркомату оборони СРСР. Створена маріонеткова структура «Міністерство оборони Естонської РСР», реальні функції якої виконувало Міністерство оборони СРСР.

### Міністерство оборони з часів незалежності
Після відновлення незалежності Естонії від радянської окупації Міністерство оборони було відтворено Верховною Радою Естонії у квітні 1992 року. Юрі Улуотс став першим міністром оборони нещодавно відновленої республіки. У країні залишилися приблизно 10 тисяч радянських офіцерів та військових пенсіонерів а також члени їх сімей. 3 вересня 1991 року Верховна Рада Республіки відновила Збройні сили, а 13 квітня 1994 року — штаби ВПС і ВМС. У перші роки, новостворене міністерство оборони займалося їх матеріальним забезпеченням, а також відбудовою інфраструктури.

### Шлях до НАТО
Відразу після відновлення незалежності в 1991 році Естонія взяла участь в Римському саміті НАТО, під час якого була заснована Рада північноатлантичної кооперації (англ. North Atlantic Cooperation Council, NACC), активним членом якої стала Республіка.
У березні 1992 генеральний секретар НАТО Манфред Вернер вперше відвідав Естонію, а в листопаді президент Естонської Республіки Леннарт Мері вирушив до головної штаб-квартири НАТО в Брюсселі, Бельгія.
В 1994 році була утворена програма НАТО «Партнерство заради миру», основною метою якої передбачалася допомога державам-партнерам в перетворенні їх військового контингенту, і вже 3 лютого того ж року до новоствореної програми долучилася й Естонія. 31 серпня того ж року між президентами Естонії та Росії, Леннартом Мері та Борисом Єльциним, були підписані Липневі угоди, згідно з якими Росія остаточно вивела всі свої війська з території Естонії, що поклало кінець 55-річному безперервному розміщенню іноземних військ на території Республіки.
Індивідуальне співробітництво по лінії Естонія-НАТО розпочалося в червні 1995 року.
Затим в 1996 році Республіка починає підготовку до переговорів про приєднання у форматі 16 + 1, а вже в травні того ж року парламентом Рійгікогу був затверджений курс на вступ Естонії до альянсу і нові принципи державної оборони, вслід за якими розпочався процес офіційних переговорів щодо вступу і проведення внутрішніх реформ з метою приведення законодавства під стандарти країн-членів НАТО — програма отримала назву «Інтенсивний діалог з питань приєднання» (англ. Intensified Dialogue on the Questions of Membership).
Вже через рік, в червні 1997 року представники Балтійських країн звернулися з закликом до керівництва НАТО з проханням визначити вимоги до країн-кандидатів і продовжити процес добровільного приєднання нових членів. В травні ж Рада північноатлантичної кооперації (англ. North Atlantic Cooperation Council, NACC) була замінена на Раду євроатлантичного партнерства (англ. Euro-Atlantic Partnership Council, EAPC), до якого долучається й Естонія.
На саміті НАТО 1999 року, що відбувся в Вашингтоні, США, Естонська Республіка була офіційно визнана однією з можливих кандидатів у члени Альянсу, а вже в листопаді 2002, на Празькому саміті Естонії, Болгарії, Литві, Латвії, Румунії, Словаччини та Словенії передали офіційне запрошення про приєднання до НАТО. 26 березня 2003 року держави-члени НАТО підписали в Брюсселі протоколи до договору про приєднання Естонії, Болгарії, Литви, Латвії, Румунії, Словаччини та Словенії до Північноатлантичного договору, який був ратифікований 85 голосами ЗА Рійгікогу 10 березня 2004 року, а 29 березня Естонія разом з низкою інших держав вступила до Північноатлантичного Альянсу і вже 2 квітня того ж року в Брюсселі відбулася урочиста церемонія прийняття семи нових членів до НАТО. До Європейського Союзу ж держава приєдналася 1 травня 2004 року.
В 2010 році була затверджена Стратегія національної оборони Естонії, а в 2014 році був прийнятий комплексний план розвитку національної оборони на 2013—2022 роки, за яким послідував план розвитку національної оборони на 2017—2026 роки.
У червні 2016 року, через загрозу потенційної російської агресії, лідери 28 країн-членів НАТО на зустрічі в верхах у Варшаві, Польща, вирішили розгорнути бойові групи Північноатлантичного альянсу в Естонії, Латвії, Литві та Польщі через зміну середовища безпеки, основною ціллю цих дій є демонстрація солідарності та зміцнення незалежної обороноздатності.

## Бюджет

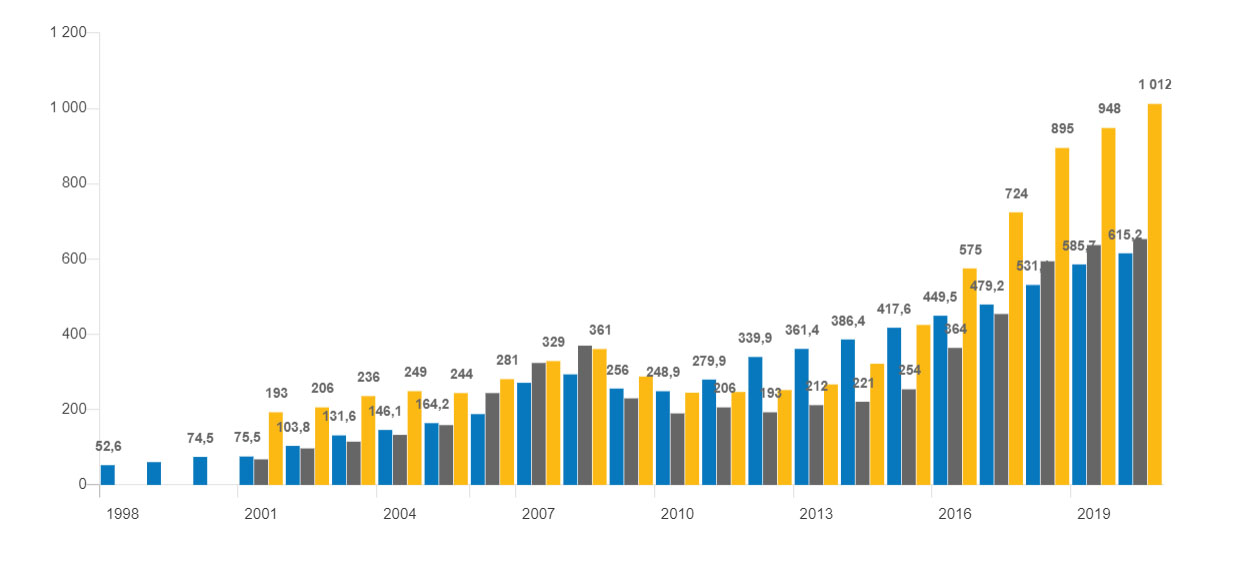
Порівняння оборонних бюджетів балтійських країн 1998—2019 (у млн. Євро)
Естонія
Литва
Латвія

Бюджет Міністерства оборони Естонії в 2021 році збільшився до 645.5 млн євро, що складає 2.29 % від прогнозованого ВВП. З них близько 10 мільйонів піде на утримання розміщених на території союзників, а також близько 20 млн складуть додаткові інвестиції в національну оборону.
Фінансування оборонного відомства здійснюється за допомогою його поділу на державні програми:
- Незалежна військова обороноздатність — основна частина бюджетних витрат; метою програми є запобігання нападу і гарантія можливості захисту Естонської Республіки; складається з дев'яти підпунктів реалізації.
- Участь в колективній обороні — метою програми є ефективна і безпечна колективна оборона НАТО, а також її функціонування; включає участь у військових операціях і членство в міжнародних організаціях, а також регулює перебування союзних сил на території.
- Розвідка та раннє попередження.
- Розвиток і підтримка оборонної політики — метою програми є координування напрямку політики уряду з підтримки обороноздатності, зокрема забезпечення громадської підтримки та ресурсів для створення і підтримки військового потенціалу.

З 2012 року з метою постійного підтримання стійкості розвитку оборони Естонії встановлений мінімальний розмір оборонного бюджету, який становить 2 % від ВВП держави, а в 2015 році цей показник вперше був перевищений
З 2014 року витрати на оборону складаються з двох частин: перша передбачає створення і підтримку незалежного оборонного потенціалу, друга — виділення додаткових коштів у зв'язку зі збільшенням присутності контингенту НАТО в Естонії. Але з 2018 року до цих витрат був доданий третій компонент — програма інвестицій в оборону, яка спрямована на досягнення запланованого розвитку критичних можливостей якнайшвидше.

### Закупівлі
Всі закупівлі на потреби військових органів і самого міністерства оборони здійснюються через Державний інвестиційний центр, який почав працювати з 1 січня 2017 року і функціонує на основі Закону про державні закупівлі.

## Міжнародна співпраця
Естонія підтримує двосторонні відносини у сфері оборони та військового співробітництва приблизно з 35 країнами Європи, Північної Америки та Азії. Військові аташе Естонії призначені до Фінляндії, Франції, Грузії, Німеччини, Польщі, Росії, Швеції, Великої Британії та США.

Мапа участі Естонії в міжнародних військових операціях на 2021 рік

Сфери співпраці зі стратегічними партнерами включають активну координацію позицій оборонної політики та співробітництво у таких галузях, як операції, навчання, військова освіта і закупівлі.
Естонська Республіка бере участь у багатьох міжнародних організаціях та договорах. З 2004 року є членом НАТО, і її безпека гарантується принципом колективного захисту, згідно з яким напад на одну державу-член означає напад на весь альянс. З того ж року Естонія є членом Європейського Союзу, і як член Союзу, вона пов'язана з Європейським економічним і правовим простором, спільною європейською зовнішньою політикою та політикою безпеки й оборони, які підвищують безпеку як у регіоні Балтійського моря, так і в Європі й світі в цілому.
Крім того, Естонія бере участь у договорі Балтійського оборонного співробітництва, основною функцією якого є охорона повітряних кордонів регіону. А також республіка бере участь у кількох міжнародних угодах про контроль над озброєннями й виконує інші міжнародні зобов'язання щодо контролю над ними. Контроль здійснюється згідно з керівними принципами Організації Об'єднаних Націй (ООН) та Організації з безпеки й співробітництва в Європі (ОБСЄ).

### Участь в операціях
Естонська Республіка активно бере участь у військових операціях закордоном з моменту участі в місії Сил охорони ООН (UNPROFOR) в Хорватії в 1995 році, для цього використовуються окремі представництва збройних сил, а першим бойовим досвідом естонських військових стало Вторгнення коаліційних сил до Іраку в 2003 році. Рішення про участь у міжнародній військовій операції приймає естонський парламент Рійгікогу.
Естонські військові були і залишаються залученими у наступних операціях:
- Південно-Африканська Республіка
  - EUFOR[ru]: травень-серпень 2014; основна назва сил швидкого реагування Європейського союзу, що є частиною загальної політики безпеки і оборони.
- Середземне море
  - Океанський щит/Активні зусилля: березень-червень 2013; операція НАТО спрямована на боротьбу з сомалійськими піратами в Аденській затоці та вздовж берегів Африканського рогу/операція НАТО, що проводиться в Середземному морі з ціллю запобігання пересування терористів або зброї масового знищення.
  - «Аталанта»: грудень 2010—травень 2013; серпень 2015—донині; операція ЄС по боротьбі з морським піратством в районі Африканського рогу і в західній частині Індійського океану.
- Малі
  - Бархан[en]: березень 2015—донині; операція очолювана французькими військовими по боротьбі з ісламістськими угрупованнями в африканському регіоні Сахель.
  - MINUSMA[en]: вересень 2019—донині; операція ООН з підтримки миру в Малі.
  - EUTM[en]: серпень 2018—донині; місія ЄС, метою якої є навчання підрозділів малійської армії і консультаційна допомога.
- Ірак
  - Війна в Іраку: червень 2003 —2009; збройний конфлікт в Іраку, що розпочався з вторгнення збройних сил міжнародної коаліції під проводом Збройних сил США та Великої Британії з метою повалення режиму Саддама Хусейна.
  - Тренувальна місія НАТО—Ірак: лютий 2005 —листопад 2011; жовтень 2010—донині; спільні навчання країн-учасниць НАТО, збройних сил Іраку та країн-партнерів.
  - Непохитна рішучість: серпень 2016—донині; операція очолювана американськими військовими по боротьбі проти Ісламської держави
- Північна Македонія
  - EUFOR Concordia[en]: травень-грудень 2003; миротворча місія ЄС з метою спостереження за виконанням Охридської угоди, а також мирного врегулювання конфлікту між урядом Македонії і етнічної албанської громади країни
- Афганістан
  - ISAF: березень 2003 —грудень 2014; коаліційна місія зі сприяння безпеці та підтримки миру та безпеки в Афганістані під проводом НАТО, що була заснована Радою Безпеки ООН.
  - Рішуча підтримка: січень 2015—донині; небойова місія НАТО з навчання і надання допомоги урядовим силам Афганістану.
- Косово
  - KFOR: листопад 1999—жовтень 2018; місія НАТО зі сприяння безпеці та стабільності в Косові
- Ізраїль/Сирія
  - UNTSO[en]: березень 1997—донині; організація під проводом ООН для підтримання миру на Близькому Сході
- Ливан
  - UNIFIL: грудень 1996 —травень 1997; травень 2015—донині; миротворча місія ООН-НАТО для підтримки стабільності і безпеки
- Боснія і Герцеговина
  - IFOR/SFOR: квітень 1996—листопад 2004; місії НАТО зі сприяння безпеці, стабільності та підтримки миру в Боснії та Герцеговині.
  - EUFOR ALTHEA[en]: грудень 2005 —2011; операція в Боснії та Герцеговині для спостереження за виконанням Дейтонських угод.
- Хорватія
  - UNPROFOR: березень —жовтень 1995; миротворча місія ООН на території країн колишньої Югославії.

## Будівля
Будівля міністерства оборони Естонії в будинку № 1 на вулиці Сакала спочатку будувалася для місця зборів офіцерів, де до цього були дерев'яні одноповерхові й двоповерхові житлові будинки. В 1936 році Міністерство оборони придбало ділянки з цими будинками за 172 000 крон й в 1939 році за проєктом архітектора Едгара Куусіка почалося будівництво.
Після радянської окупації в 1940 році уряд Йоганнеса Барбаруса гроші зібрані для будівництва колони перемоги у війні за незалежність Естонії освоїв на будівництво даного будинку.
Архітектор не дожив до завершення будівництва і був знайдений мертвим у своєму будинку в 1944 році. Будинок був остаточно добудований лише в 1947 році з урахуванням змін, зроблених самим Куусіком. Багатий екстер'єр був перетворений в радянський, а замість національних символів (букетів з військовими знаками) на даху будівлі була встановлена радянська зірка.
Могутній еклектизм, який як архітектурний стиль будівлі вибрав Куусік, був вкрай близький до сталінського ампіру. Однак з точки зору військової архітектури — ця будівля вважалася напрочуд веселою.
За радянських часів в будівлі розташовувався т.з «будинок політосвіти»
Після відновлення незалежності Естонії в 1991 році будівля деякий час перебувала в оренді різних неурядових компаній, і лише в 1995 році Міністерство оборони переїхало в цю будівлю.
В 1997 році постановою міністра культури будівлю оголошено пам'яткою культурної спадщини й занесено до реєстру пам'яток культури.

## Структура

Структура апарату Міністерства оборони Естонії на 2020 рік

Міністерство оборони координує свою діяльність з усіма власними підрозділами та департаментами на етапі прийняття рішень, а основне керівництво відомством здійснює Міністр оборони і канцлер. [⇨]
У сфері управління міністерства оборони знаходяться:
- Сили оборони Естонії
  - Армія оборони
  - Союз оборони
- Служба зовнішньої розвідки
- Агентство оборонних ресурсів
- Державний центр оборонних інвестицій
- Рада з питань оборонних ресурсів
- Рада з питань зовнішньої розвідки
- Міністерство координує свою діяльність збройними силами й іншими органами, що знаходяться в складі міністерства оборони протягом усього процесу прийняття рішень
- Міністерство оборони розділене на зони відповідальності трьох заступників міністра
- Заступник міністра з питань оборонної політики — відповідає за розробку концепції майбутньої національної оборони Естонії
- Заступник міністра з питань оборонного планування — відповідає за визначення можливостей і бюджету, необхідних для реалізації військової доктрини
- Заступник міністра з адміністративних питань — відповідає за підтримку всіх процесів, які відбуваються в міністерстві.

До апарату міністерства входять:
- Департамент з аудиту та розвитку
- Департамент стратегічних комунікацій
- Департамент (відділ) кадрів
- Департамент планування політики
- Департамент оборонного планування
- Департамент кіберполітики
- Департамент НАТО та ЄС
- Департамент оборонного планування
- Юридичний департамент
- Департамент міжнародного співробітництва
- Департамент служби оборони
- Департамент безпеки та адміністрування
- Департамент оборонних інвестицій
- Департамент діловодства

Додаткові структури у веденні міністерства:
- Музей визвольної війни
- Центр реабілітації Селі

Навчальні заклади:
- Вищі курси національної оборони
- Академія Сил оборони
- Балтійський оборонний коледж

### Збройні сили (Армія оборони)

Емблема ЗС Естонії

Збройні сили або Армія оборони Естонії (ест. Eesti Kaitsevägi) — основні військові сили Естонської Республіки, встановлюють мету і принципи політики безпеки, а також визначають напрямок військової політики. Включають сухопутні, повітряні і морські сили. Разом з Союзом оборони Естонії Армія оборони входить до складу об'єднаних Сил оборони Естонії. Армія оборони Естонії побудована на принципі загальної (колективної) оборони, в її завдання входить збереження суверенітету Естонії, захист її території, територіальних вод і повітряного простору, невіддільної й неподільної цілісності, конституційного порядку та громадської безпеки.
Функціонування Армії оборони Естонії ведеться на принципах цивільного контролю і пов'язане з демократичною організацією держави. Демократично обрані й призначені виконавчі органи приймають рішення про використання Армії оборони та визначають відповідні цілі, виділяють необхідні ресурси й контролюють досягнення цілей. Здійснення принципів цивільного контролю гарантується законодавством і покладено на парламент Рійгікогу, президента Республіки та уряд Республіки. У воєнний час Армією оборони керує головнокомандувач (голова Генштабу), а очолює оборону держави Президент Республіки. Під його головуванням діє Державна рада оборони в складі голови парламенту, прем'єр-міністра, командувача Армією оборони, міністра оборони, міністра внутрішніх справ і міністра закордонних справ, а також інших посадових осіб, які встановлюються законом про державну оборону.

##### Призов
Обов'язкова військова служба була введена в Естонії в кінці 1991 року, відразу після відновлення незалежності і створення нової армії. Відповідно до Конституції Естонської Республіки всі фізично і психічно здорові громадян чоловічої статі мають проходити обов'язкову службу в Силах оборони, а терміни початку строкової служби та чисельний розподіл військовослужбовців по різних місцях несення служби визначається указом міністра оборони Естонії. Збройні сили Естонії комплектуються відповідно до Закону про військову службу та військовий обов'язок. Юнаки від 18 до 28 років, які не мають звільнення, а також які є громадянами Естонії, зобов'язані проходити 8 або 11-місячну, в залежності від освіти і посади, що надається Силами оборони призовнику, службу, але військовозобов'язаними є всі чоловіки у віці від 17 до 60 років. Призов на строкову службу проводиться за територіальним принципом, а основною метою призову є навчання резервних воєнізованих частин, необхідних для захисту територіальної цілісності та незалежності Естонії і подальшого відбору серед них професійних військовослужбовців. 

Емблема союзу оборони Естонії

### Кайтселійт (Союз/ліга оборони)
Кайтселійт або Союз оборони (ест. Eesti Kaitsevägi) — уніфіковане добровольче воєнізоване формування Естонської Республіки, є допоміжним органом, в завдання якого входить збереження незалежності і суверенітету Естонії, а також пропагування цих цілей серед населення. Організація розділена на 4 округи територіальної оборони, які складаються з 15 регіональних підрозділів Сил оборони, званих малєвами, зони відповідальності яких в основному збігаються з межами повітів Естонії. Лігу оборони Естонії очолює командувач Союзом оборони, який безпосередньо підпорядковується командувачу Силами оборони і штабу Ліги оборони.

### Служба зовнішньої розвідки
Служба зовнішньої розвідки (ест. Välisluureamet) — основна розвідувальна служба Естонської Республіки. Її головна функція полягає в зборі, аналізі та поданні інформації про загрози зовнішньої безпеки Естонії, а також діяльності інших країн і їх інтересів та передає цю інформацію президенту, прем'єр-міністру, міністру оборони й генеральному штабу, а також міністру внутрішніх справ й міністру закордонних справ. Службу очолює генеральний директор Служби зовнішньої розвідки, а нагляд за ним здійснюють Комітет з нагляду за органами безпеки парламенту Рійгікогу, Міністерство оборони, канцлер юстиції та Державне контрольно-ревізійне управління Естонії.

### Агентство оборонних ресурсів
Агентство оборонних ресурсів (ест. Kaitseressursside Amet) — орган реалізації підтримки обороноздатності збройних сил Естонської Республіки за допомогою обліку, оцінки та відбору людських і матеріальних ресурсів: набору військовослужбовців Сил оборони й надання огляду наявних у штаті мобілізаційних ресурсів.

### Центр оборонних інвестицій
Центр оборонних інвестицій (ест. Riigi Kaitseinvesteeringute Keskus) — державне агентство Естонської Республіки, що займається військовими закупівлями та нерухомим майном. Його основна функція полягає в підтримці розвитку національного потенціалу за допомогою професійно організованих закупівель, розвитку інфраструктури, адміністративної діяльності та інвестицій. Центр проводить закупівлі для Міністерства оборони, Сил оборони та інших військових державних установ.

### Освіта
Важливою частиною доктрини, військового розвитку і національного захисту Естонської Республіки є військово-патріотична освіта. Освіта в цих галузях закладає основу для розуміння принципів національної оборони Естонії, формує громадянську свідомість і готовність захищати державу в разі потреби. Відповідною освітньою та просвітницькою роботою займаються діючі військовослужбовці, офіцери запасу і чиновники Міністерства оборони.
Крім безпосередньо просвітницької діяльності, навчальні заклади також отримують додаткове фінансування на проведення ознайомлювальних поїздок і придбання навчальних посібників.
Навчання принципам національної оборони викладалося в естонських школах та інших навчальних закладах ще до Другої світової війни, а перші класи військового навчання і підготовки з'явилися жовтні 1927 року. За часів радянської окупації подібні уроки були замінені на аналогічні «соціалістичні», і освіта в галузі національної оборони почала повертатися в місцеві навчальні заклади лише в 1990 році, після відновлення незалежності.

#### Вищі курси національної оборони
Вищі курси національної оборони (ест. Kõrgemad riigikaitsekursused) — курси для представників громадськості, політиків, військовослужбовців, діячів культури та інших громадян Естонії з метою підвищення співробітництва і соціальної згуртованості держави в області захисту національної безпеки. Заклад знаходиться в місті Роост, в повіті Ляенемаа. Курси проходять два рази на рік — навесні і восени. Тривалість презентацій зазвичай становить 30-40 хвилин, після чого слід 10-15-хвилинна сесія питань і відповідей і невелику перерву.

#### Академія Сил оборони
Академія Сил оборони (ест. Kaitseväe Akadeemia) — центр підготовки офіцерів Збройних сил Естонії. Складається з базового курсу підготовки — програми першого рівня з трирічним періодом навчання, курсу підвищення кваліфікації — другого рівня підготовки офіцерів з дворічним періодом навчання, Курсу старших штабних офіцерів — третього рівня підготовки з річним періодом навчання, а також курсу вищого офіцерського складу — четвертого рівня підготовки, який проводиться спільно з представниками вищого офіцерського складу в освітніх закладах союзників за кордоном. На базі академії був також створений музей та бібліотека, і, зокрема, проводяться регулярні екскурсії для іноземних туристів. Заклад знаходиться в місті Тарту, в Юріївському повіті.

#### Балтійський оборонний коледж
Балтійський оборонний коледж (ест. Balti Kaitsekolledž) — провідний багатонаціональний військовий коледж, заснований трьома країнами Балтії 25 лютого 1999 року. Заклад знаходиться в місті Тарту, в Юріївському повіті. Служить центром стратегічних і операційних досліджень і надає професійне військову освіту офіцерам середньої та вищої ланки.

## Військові звання Естонії
Військові звання Естонської армії встановлені і регламентуються Законом про військові знаки розрізнення. Нинішня естонська система знаків розрізнення є прямим нащадком різних інших світових систем, що використовувалися в минулому в Естонських силах оборони. Деякі з рангів сходять своєю назвою до періоду світових воєн, але більшість рангів естонської армії були в більшості випадків встановлені з часів Естонської війни за незалежність 1920-х років.

## Керівництво
Керівництво міністерства оборони Естонії складається з центрального керівництва і заступників міністра

### Центральне керівництво
- Міністр оборони — Ханно Певкур;
- Канцлер — Крістіян Прікк[et].

### Заступники
- Заступник міністра з питань оборонної політики та міжнародного співробітництва — Каді Сільде;
- Заступник міністра з планування національної оборони та планування оборонних інвестицій — Тійна Удеберг;
- Заступник міністра з питань координування, оборонної готовності та інвестицій — Мілис Ойдсалу[et];
- Заступник міністра з юридичних питань, безпеки та інформаційних технологій — Маргус Метт.

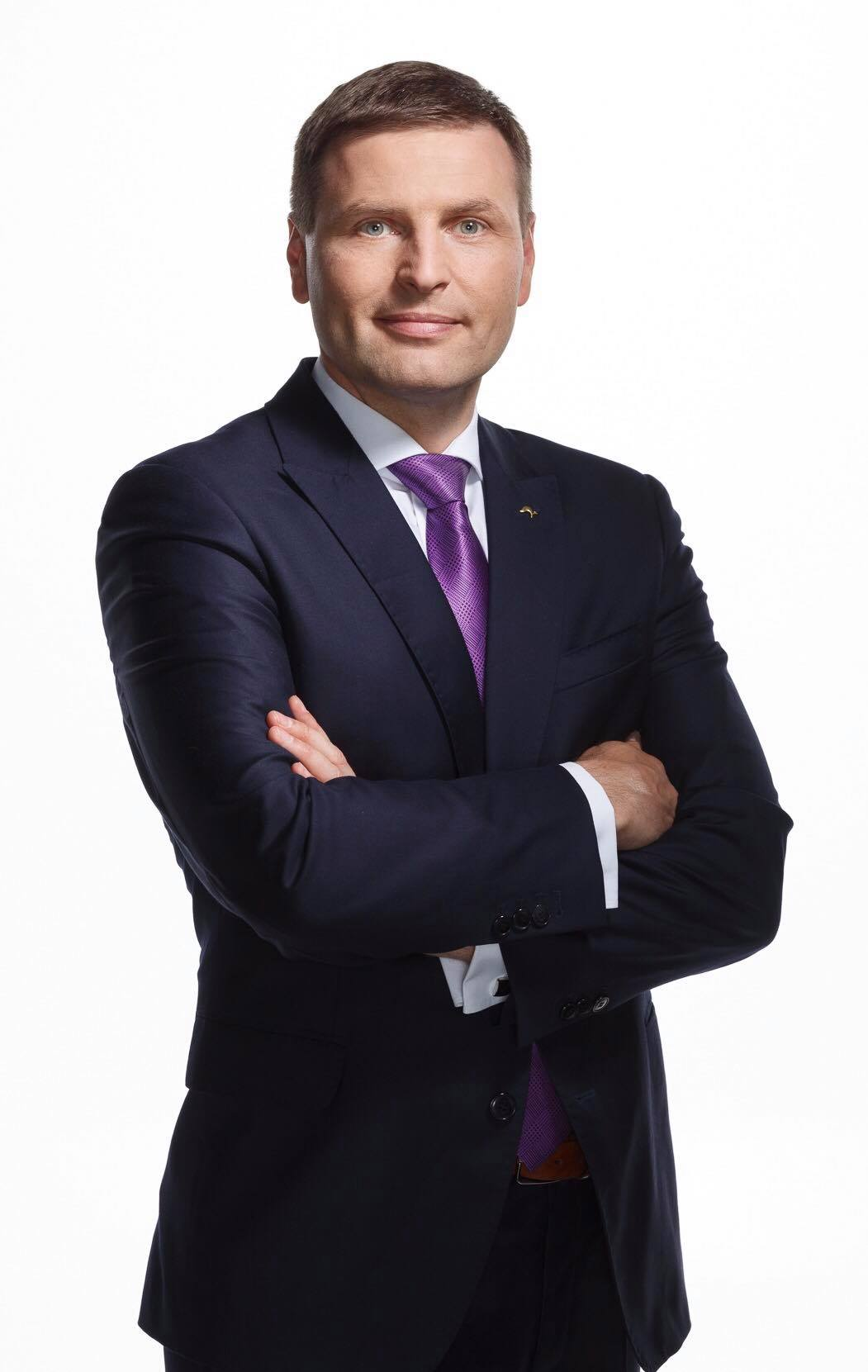
Чинний міністр оборони Естонії — Ханно Певкур

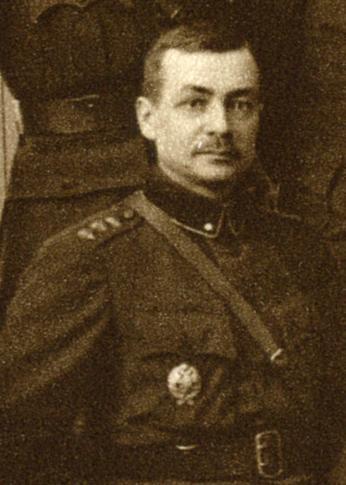
Перший міністр оборони Естонії — Андрес Ларка

### Список міністрів оборони з часів відновлення незалежності
| Ім'я                  | На посаді                          | Партія                           |
| Уло Улуотс            | 18 червня —21 жовтня 1992          | Народний фронт                   |
| Хайн Ребас            | 21 жовтня 1992 —5 серпня 1993      | Партія національної незалежності |
| Юрі Луїк              | 23 серпня 1993 —8 листопада 1994   | Ісамаалійт                       |
| Індрек Каннік         | 7 січня 1994 —23 травня 1995       | Ісамаалійт                       |
| Енн Тапп              | 28 червня 1994 —17 квітня 1995     | Ісамаалійт                       |
| Андрус Йовель         | 17 квітня 1995 —25 березня 1999    | Коаліційна партія                |
| Юрі Луїк (2-й раз)    | 25 березня 1999 —28 січня 2002     | Ісамаалійт                       |
| Свен Міксер           | 28 січня 2002 —10 квітня 2003      | Центристська партія              |
| Маргус Гансон         | 10 квітня 2003 —22 листопада 2004  | Партія реформ                    |
| Яак Йоерюут           | 22 листопада 2004 —8 жовтня 2005   | Партія реформ                    |
| Юрген Лігі            | 10 жовтня 2005 —5 квітня 2007      | Партія реформ                    |
| Яак Аавіксоо          | 5 квітня 2007 —6 квітня 2011       | Вітчизна                         |
| Март Лаар             | 6 квітня 2011 —14 травня 2012      | Вітчизна                         |
| Урмас Рейнсалу        | 14 травня 2012 —26 березня 2014    | Вітчизна                         |
| Свен Міксер (2-й раз) | 26 березня 2014 —14 вересня 2015   | Соціал-демократична партія       |
| Ганнес Хансо          | 14 вересня 2015 —23 листопада 2016 | Соціал-демократична партія       |
| Маргус Цахна          | 23 листопада 2016 —12 червня 2017  | Вітчизна                         |
| Юрі Луїк (3-й раз)    | 12 червня —26 січня 2021           | Вітчизна                         |
| Калле Лаанет          | 26 січня 2021—18 липня 2022        | Партія реформ                    |
| Ханно Певкур          | з 18 липня 2022                    | Партія реформ                    |

## Функції керівництва

### Міністр оборони
Міністр оборони є членом уряду Естонії, який керує організацією національної оборони країни. Він організовує роботу міністерства оборони і приймає рішення з питань, що належать до сфери діяльності міністерства. Крім того, міністр звітує перед урядом про діяльність міністерства оборони і вносить пропозиції щодо розв'язання питань, що стосуються сфери діяльності міністерства.
Міністр оборони призначає керівників урядових агентств, що входять в сферу управління міністерства, а також заступників міністра оборони та керівників департаментів, а також командувачів збройними силами і пропонує уряду призначати і знімати з посади командувача Армією оборони і головнокомандувача Генерального штабу.
Міністр оборони надає уряду пропозиції щодо бюджету міністерства, і при необхідності — додаткового бюджету. Він приймає рішення про використання бюджетних ресурсів та контролює виконання бюджету. На підставі державного бюджету міністр також погоджує бюджети державних органів, які належать до сфери управління міністерства.
Міністр оборони приймає рішення про формування державних установ, що знаходяться у віданні міністерства, і затверджує їх статут, структуру та організацію роботи.

### Канцлер
Канцлер юстиції керує роботою структурних підрозділів міністерства та координує діяльність державних органів у сфері управління міністерства оборони Естонії, а також координує процес досягнення стратегічних цілей.

## Доктрина
Базові рамки організації національної оборони визначені Законом про національну оборону. Найбільш важливими документами, що стосуються політики безпеки Естонії, є Концепція національної безпеки Естонії, Стратегія національної оборони, План розвитку національної оборони, План дій про військовий захист та План з надзвичайних ситуацій. Також існують додаткові правила, що регулюють підтримку ветеранів та участі держави в оборонній промисловості.
Оборонна політика Естонії спрямована на запобігання військових загроз і гарантування того, що в разі потреби Естонія зможе успішно захистити себе. Основа оборонної політики Естонії — надійне стримування. Оборонна політика направляє планування, координацію і здійснення національної оборони.
Оборонна політика включає:
- Підготовка до військової оборони Естонії і колективну оборону НАТО;
- Міжнародне оборонне співробітництво;
- Участь в міжнародних військових операціях;
- Політика оборонної допомоги;
- Надання екстреної допомоги цивільним структурам і виконання інших завдань мирного часу.

Згідно з комплексним підходом до національної оборони, вона розділена на шість основних взаємопов'язаних областей діяльності, які мають певні обов'язки.

### Концепція національної безпеки
Концепція національної безпеки Естонії встановлює цілі й принципи політики безпеки Естонії, а також описує середовище безпеки та визначає напрямок національної політики Естонії. Мета концепції — захист існування Естонської держави і її народу. Політика безпеки Естонії заснована на широкій концепції безпеки, яка передбачає участь всіх верств суспільства, а також інтеграцію з НАТО і ЄС. Вона переглядається урядом Естонії відповідно до змін в середовищі безпеки.

### Стратегія національної безпеки
Стратегія національної безпеки Естонії ґрунтується на Концепції національної безпеки Естонії та служить основою для детального розвитку та планів дій. Документ підлягає перегляду кожні чотири роки.

### План дій військової оборони
У плані дій військової оборони Естонії викладаються заходи з реалізацій Плану розвитку військової оборони з урахуванням заходів, заснованих на організаційній доцільності і забезпечених ресурсами, які відповідають вимогам для планів розвитку, встановлених Законом про державний бюджет.
План дій по військовій обороні встановлюється міністром оборони терміном на чотири роки і щорічно переглядається.

### Національний план військової оборони
Оперативний план військової національної оборони Естонії описує виконання військових завдань національної оборони з наявним військовим потенціалом відповідно до цілей, поставлених в стратегії національної оборони.
Оперативний план оборонних заходів встановлюється командувачем Армією оборони за погодженням з міністром оборони терміном на один рік.

## Завдання та функції

### Загальні
- Розробка генерального плану національної оборони Естонії.
- Організація міжнародного співробітництва.
- Підготовка й організація мобілізації та армійського призову.
- Організація, облік і підготовка резерву збройних сил Естонії.
- Фінансування й оснащення збройних сил і союзу оборони Естонії.
- Розвиток і поліпшення оборонної промисловості.
- Контроль за діяльністю збройних сил і союзу оборони Естонії.
- Підготовка проєктів відповідного законодавства.

Основні рамки організації національної оборони визначаються Законом Республіки Естонія про національну оборону.
Існують також додаткові законодавчі акти, що регулюють надання підтримки ветеранам і участі держави в оборонній промисловості.

### Обов'язки Президента Республіки
- Згідно з конституцією Естонської Республіки Президент республіки є верховним головнокомандувачем збройних сил Естонії[72].
- Президент Республіки вносить в парламент Рійгікогу пропозицію про оголошення війни, мобілізації, демобілізації та надзвичайного стану.
- У разі агресії проти Естонської Республіки Президент має право оголосити про мобілізацію і про введення воєнного стану не чекаючи рішення Рійгікогу.
- Рада національної безпеки і оборони є консультативним органом при Президентові республіки, який обговорює питання, важливі з точки зору національної оборони.

### Функції парламенту Рійгікогу
- Рійгікогу за пропозицією Президента республіки Естонія оголошує надзвичайний стан, воєнний стан, мобілізацію, демобілізацію і схвалює зміну ступеня військової готовності[72].
- За пропозицією уряду республіки Рійгікогу затверджує основи політики безпеки, яка є основним документом для планування цілей, принципів і напрямків безпеки Естонії й національної оборони.
- Рійгікогу затверджує державний бюджет, в тому числі бюджет Міністерства оборони.
- Рійгікогу приймає рішення про участь сил оборони в міжнародних військових операціях.
- Комітет національної оборони Рійгікогу розглядає законопроєкти, що стосуються національної безпеки й національної оборони, а пленарне зібрання Рійгікогу приймає їх. Комітет національної оборони має право висловлювати думки про інші основні національні оборонні плани та кандидатури командувача збройними силами.

### Функції уряду республіки
- Уряд республіки Естонія координує та спрямовує національну оборонну діяльність, включаючи плани з реалізації широкого підходу до національної оборони[72].
- За пропозицією міністра оборони уряд затверджує стратегію національної оборони й план розвитку національної оборони, які є іншими важливими планами національної оборони після основ політики безпеки.
- Уряд призначає і звільняє з посади командувача збройними силами.
- У разі загрози державі уряд республіки приймає рішення про зміну рівня військової готовності за пропозицією міністра оборони, але воно також має бути схвалено Рійгікогу.
- Уряд Республіки містить комітет з державної безпеки, що складається з шести міністрів, який аналізує й оцінює ситуацію з безпекою в країні.

### Завдання міністерства оборони
- Міністерство оборони відповідає за організацію військової оборони країни й за підтримку громадянського сектора військової оборони[72].
- Міністерство готує законопроєкти, що стосуються національної безпеки й національної оборони.
- Міністр оборони вносить пропозиції уряду республіки про призначення і зняття з посади командувача збройними силами.

### Завдання збройних сил і союзу оборони
- Збройні сили є державним органом, основним завданням якого є військовий захист держави й участь в колективній самообороні[72].
- Командування збройними силами здійснює керівництво оборони як в мирний, так і у воєнний час.
- Союз оборони є добровільною юридичною особою публічного права, одною з основних завдань якого є підготовка військового потенціалу країни. Союз оборони очолює командувач союзом оборони й міністр оборони Республіки Естонія.

### Завдання закону про національну оборону
- Закон про національну оборону встановлює правову основу для ефективного реагування на загрози, які загрожують країні, за потреби[64].
- Закон є основою для реалізації системи національної оборони, яка витікає з «Стратегії національної оборони», згідно з якою системи управління в мирний і воєнний час схожі, а також для реалізації принципу «широкого розуміння» національної оборони. Згідно з законом, національна військова оборона, сфера управління всіх міністерств, участь суспільства в національній обороні, а також захист населення держави інтегровані в національну оборону.

## Інциденти
11 серпня 2011 року близько 15:00 години за місцевим часом (EEST) вірменином Кареном Драмбяном, що мав громадяство Республіки, було здійснено напад на будівлю міністерства оборони Естонії, при цьому він зазначив, що не планує стріляти в беззбройних людей. На момент нападу міністра оборони Марта Лаара не було в будівлі відомства. Озброєний пістолетом і пакетами з вибухівкою він увірвався в будівлю, де захопив двох заручників з частин Кайтселійту, зі служби безпеки відомства, яких він утримував протягом декількох годин. За даними прокуратури нападник також застосував вибухівку і димову шашку. В ході нападу він використовував близько 10-15 вибухонебезпечних пакетів і не більше 100 патронів. Крім справжніх упаковок з вибухівкою, у нього були також і саморобні імітації. Через закриття воріт безпеки Драмбян не міг пройти за межі вестибюля, кімнати охорони і одного з крил коридору першого поверху. Наступні дві години він провів один в приміщенні відділу кадрів, де також відбулася перестрілка з поліцією, в ході якої він був застрелений отримавши кілька кульових поранень. Ніхто окрім Драмбяна серйозно не постраждав, поліцейські-учасники штурму отримали лише незначні травми.